# Orden der Königlichen Familie

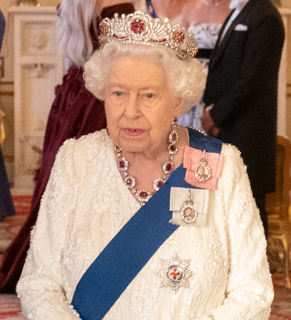
Elisabeth II. mit den Familienorden Georgs VI. und Georgs V. (Bruststern und Schulterband gehören zum Hosenbandorden)

Die Orden der Königlichen Familie sind meist einklassige Damenorden, die nur für die Königsfamilie vorgesehen sind. Die Verleihung des Ordens endet mit dem Tod des jeweiligen Monarchen, bis er vom Nachfolger erneuert wird. Diese Orden sind weniger Hausorden als Souvenire.

## Dänemark
Der erste Orden der königlichen Familie war der von Sophie Magdalene von Dänemark 1732 gestiftete Ordre de l’union parfaite. Nach dem Tod der Königin wurde von ihrer Nachfolgerin Caroline Mathilde der Mathilden-Orden gestiftet, nach ihrer Verhaftung wurde er durch den Orden Christians VII. (lateinisch Tessera Concordiae ‚Würfel der Eintracht‘) ersetzt. Keiner der dänischen Familienorden war ein Damenorden, sondern wurden an Damen und Herren gleichsam verliehen.

## Vereinigtes Königreich

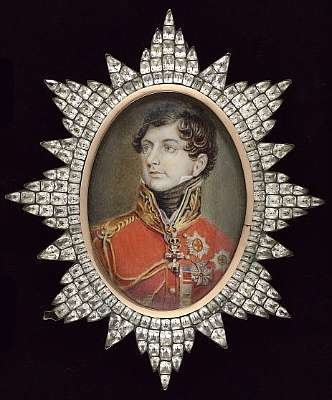
Familienorden Georgs IV.

Der erste britische Orden der königlichen Familie (englisch Royal Family Order) wurde um 1825 von König Georg IV. gestiftet und bestand aus einer ovalen Porträtminiatur mit dem Bildnis des Königs, deren Rahmen mit Brillanten besetzt und von einer Krone überhöht war (es gibt auch Exemplare ohne Krone). Der Orden wurde an einer Damenschleife in den Farben des Hosenbandordens getragen. Georgs IV. zweite Nachfolgerin Victoria erneuerte den Orden 1862 als Royal Order of Victoria and Albert. Auch ihre Nachfolger (außer Eduard VIII.) erneuerten den Orden jeweils, das Bildnis wurde durch ein Porträt des jeweiligen Souveräns ersetzt. Auch das Ordensband wird geändert:

Ordensband des Familienordens Georgs IV. (1821–1830)
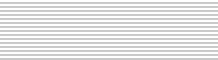
Ordensband des Familienordens Victorias (1862–1901)
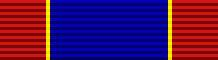
Ordensband des Familienordens Eduards VII. (1901–1910)
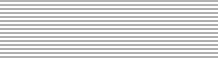
Ordensband des Familienordens Georgs V. (1911–1936)
Ordensband des Familienordens Georgs VI. (1937–1952)
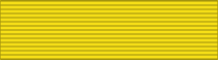
Ordensband des Familienordens Elisabeths II. (1952–2022)
Ordensband des Familienordens Charlesʼ III.

Die Aufnahmen in diesen Orden werden im Gegensatz zur Verleihung der anderen Orden und Ehrenzeichen des Vereinigten Königreichs nicht in der London Gazette bekannt gemacht. Elisabeth II. verlieh ihren Familienorden unter anderen an Diana, Princess of Wales und die heutige Queen Camilla. Charles III. hat seinen Orden Juni 2024 an Queen Camilla verliehen.

## Schweden

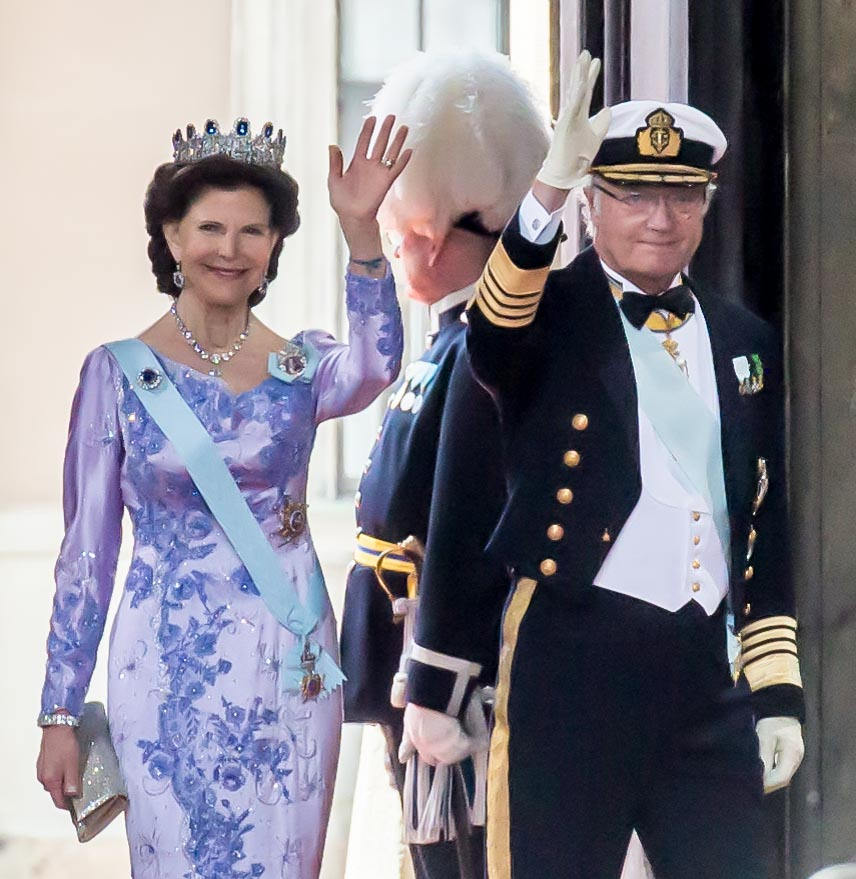
Silvia von Schweden mit dem Miniaturporträt Karl XVI. Gustavs auf der linken Brustseite

Das Miniaturporträt des Königs (schwedisch Kungens miniatyrporträtt) ist in Schweden vor allem für die Gemahlin des schwedischen Königs vorgesehen. Bereits Oskar II. verlieh diese Dekoration, bis heute begründet sie keinen Orden. Bis heute trägt Königin Silvia von Schweden bei feierlichen Anlässen ein solches Porträt ihres Gemahls am Band des Seraphinenordens.

## Norwegen

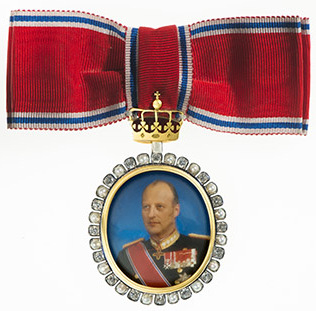
Hausorden Haralds V. von Norwegen

Nach schwedischem Vorbild gibt es auch in Norwegen seit Haakon VII. einen Hausorden seiner Majestät (norwegisch Hans Majestet Husorden), auch portrettnål (deutsch Porträtnadel) genannt. Er wird am Band des Sankt-Olav-Ordens getragen.